# Foyer pour célibataires
Pour plus de détails, voir Fiche technique et Distribution.
Foyer pour célibataires (en russe : Одиноким предоставляется общежитие, Odinokim predostavlyaetsya obshchezhitiye) est un long métrage soviétique réalisé par Samson Samsonov, basé sur un scénario d'Arkadi Inine et sorti en 1983.

## Distribution
- Natalia Goundareva : Vera Nikolaïevna Goloubeva
- Alexandre Mikhaïlov : Viktor Petrovitch Frolov
- Tamara Siomina : Larissa Evguenievna
- Mher Mkrtchian : Vartan, le fiancé de Nina (comme Frounzik Mkrtchian)
- Elena Drapeko : Nina
- Viktor Pavlov : Ilia «Botsman» Belenkiy
- Tatiana Bojok : Macha
- Tatiana Agafonova : Liza Lapteva
- Elena Maïorova : Ira Sanko
- Vera Trofimova : Milotchka
- Elena Skorokhodova : Galina
- Lioudmila Konyguina : Lioussia
- Lioudmila Chevel : Génia
- Vladimir Simonov : Mitia, le fiancé de Lioussia
- Alexandre Kirillov :
- Vladimir Kouznetsov :
- Maria Skvortsova : Zina, concierge